# السياسة الخارجية لإدارة جون إف كينيدي
تضمنت سياسة الولايات المتحدة الخارجية خلال فترة رئاسة جون إف كينيدي من عام 1961 إلى عام 1963، مبادرات دبلوماسية وعسكرية في أوروبا الغربية وجنوب شرق آسيا وأمريكا اللاتينية، وقد جرت جميعها وسط توترات كبيرة في الحرب الباردة مع الاتحاد السوفيتي ودول الأقمار الصناعية التابعة له في أوروبا الشرقية. استخدم كينيدي جيلًا جديدًا من خبراء السياسة الخارجية أطلق عليهم لقب «الأفضل والألمع». جسد كينيدي في خطاب تنصيبه موقفه من الحرب الباردة: «دعونا لا نتفاوض أبدًا بدافع الخوف، ولكن دعونا لا نخاف من التفاوض».
هدفت استراتيجية الرد المرن التي ابتكرها الرئيس كينيدي وأدارها وزير الدفاع روبرت ماكنمارا، إلى تقليل احتمالية نشوب حرب بسبب سوء التقدير. أسفرت إدارته عن حل سلمي لأزمة صواريخ كوبا، وامتنعت عن المزيد من التصعيد في أزمة برلين عام 1961. أدت سياسات كينيدي أيضًا إلى تنفيذ غزو خليج الخنازير وتصعيد حرب فيتنام.
التزم كينيدي برؤية راسخة لتنمية اقتصادية سريعة للدول النامية التي تشكّلت حديثًا في إفريقيا وآسيا. اعتمد على نظرية التحديث كنموذج يُحتذى به، وأنشأ تحالف التقدم، وهيئة السلام، والغذاء من أجل السلام، والوكالة الأمريكية للتنمية الدولية. سعى بعد النجاة من كارثة محتمة خلال أزمة صواريخ كوبا، إلى نزع السلاح وبرامج فك الارتباط مع موسكو، وأنشأ وكالة تحديد الأسلحة ونزع السلاح. وقع في أكتوبر من عام 1963 على معاهدة حظر التجارب النووية الجزئي، التي قبلتها كل من موسكو ولندن.

## فريق القيادة

### التعيينات
اختار كينيدي قادة سياسته الخارجية، في الفترة الممتدة من يوم الانتخابات إلى أواخر ديسمبر عام 1960، بمساعدة خاصة من شقيقه روبرت كينيدي. أبقى على بعض الشخصيات البارزة من الإدارة السابقة، بمن فيهم جاي إدغار هوفر في مكتب التحقيقات الفيدرالي وألين دالس مديرًا للمخابرات المركزية. أسند وزارة الخزانة إلى سي دوغلاس ديلون، وهو جمهوري شغل منصب وكيل وزارة الخارجية في عهد أيزنهاور، ووزارة الدفاع إلى روبرت ماكنمارا، الذي كان معروفًا كواحد من مجموعة «ويز كيدز» في شركة فورد للسيارات. رفض الرئيس الضغوط الليبرالية لاختيار أدلاي ستيفنسون كوزير للخارجية، وتجاهل السيناتور القوي من أركنساس جاي ويليام فولبرايت، ولجأ بدلًا من ذلك إلى دين راسك، وهو مسؤول منضبط سابق في عهد ترومان. قبل ستيفنسون المنصب الفخري إلى حد كبير كسفير للولايات المتحدة لدى الأمم المتحدة. اختير روبرت كينيدي كمدّعٍ عام، وغالبًا ما كان يُشار إلى كينيدي الأصغر على أنه «مساعد الرئيس» إشارة إلى نطاق نفوذه الواسع.
كلف كينيدي بشكل عام وزارة الخارجية بالتعامل مع القضايا الروتينية، بينما اتُخذت قرارات السياسة الخارجية الرئيسية في البيت الأبيض. بنيت سمعة الرئيس نفسه إلى حد كبير على معرفته بالشؤون العالمية، التي تعود إلى أطروحته الجامعية في جامعة هارفارد حول السياسة الخارجية البريطانية في ثلاثينيات القرن العشرين. وجد كينيدي صعوبة بالغة في تمرير التشريعات المحلية من خلال كونغرس يسيطر عليه الديمقراطيون، لكنه اكتشف أنه يستطيع اتخاذ قرارات مهمة بشأن السياسة الخارجية دون استشارة الكونغرس.
أنشأ هيئة السلام بموجب مرسوم تنفيذي، ووضع صهره على رأس القيادة. أصبح مجلس الأمن القومي، الذي لم يكن يحتاج إلى موافقة مجلس الشيوخ، بمثابة وزارة خارجية مصغرة، وكان يترأسه مستشار الأمن القومي ماك جورج باندي، الأستاذ بجامعة هارفارد. شملت أسماء كبار المساعدين الآخرين في البيت الأبيض الآخرين كاتب الخطابات تيد سورينسن، والمستشارين آرثر إم شليزنجر الابن، والسكرتير الصحفي بيير سالينغر، والخبير العسكري الجنرال ماكسويل دي تايلور، وزعيم الحزب دبليو أفريل هاريمان. لعب نائب الرئيس جونسون دورًا ضئيلًا في السياسة الخارجية، وأُرسل بدلًا من ذلك إلى الخارج في العديد من الزيارات الاحتفالية.

### الاستخبارات والتجسس في وكالة المخابرات المركزية
تضررت مصداقية وكالة المخابرات المركزية في خليج الخنازير، ونتيجة لذلك، استُبدل المدير ألين دالاس في سبتمبر 1961، بجون إيه ماكون، وهو جمهوري محافظ آخر، بعد منافسة قصيرة في مجلس الشيوخ.

## الدول الشيوعية
انقسم العالم الشيوعي تحت القيادة السوفييتية في عهد كينيدي، وأصبح كل من الاتحاد السوفيتي والصين على خلاف تام. كانت الاستراتيجية الأمريكية معارضة قوية للصين، خوفًا من امتلاكها لإمكانات أكبر لكسب التأييد في دول العالم الثالث. رأى كينيدي فرصة للتعامل مع موسكو بعلاقات أكثر ودية.

### الحرب الباردة والاستجابة المرنة
هيمنت المواجهات الأمريكية مع الاتحاد السوفيتي على سياسة كينيدي الخارجية، والتي تجلت في صراعات بالوكالة خلال الحرب الباردة. وعلى غرار سلفيه، تبنى كينيدي سياسة الاحتواء التي هدفت إلى وقف انتشار الشيوعية. كانت سياسة النظرة الجديدة التي وضعها الرئيس أيزنهاور قد ركزت على استخدام الأسلحة النووية لردع خطر العدوان السوفيتي. نفذ كينيدي- خوفًا من نشوب حرب نووية عالمية- استراتيجية جديدة تُعرف بالاستجابة المرنة. اعتمدت هذه الاستراتيجية على الأسلحة التقليدية لتحقيق أهداف محدودة.
وسع كينيدي- في إطار هذه السياسة- قوات العمليات الخاصة الأمريكية، وهي وحدات النخبة العسكرية التي يمكنها القتال بشكل غير تقليدي في مختلف الصراعات. أمل كينيدي أن تسمح استراتيجية الاستجابة المرنة للولايات المتحدة بمواجهة النفوذ السوفيتي دون اللجوء إلى الحرب، وفي الوقت نفسه، أمر بتعزيز كبير للترسانة النووية لفرض التفوق على الاتحاد السوفيتي.
وفي مسعى تعزيز القوة العسكرية الأمريكية، تحول كينيدي بعيدًا عن قلق أيزنهاور العميق بشأن عجز الموازنة الناجم عن الإنفاق العسكري. انتقد كينيدي بشدة الإنفاق غير الكافي الذي خصصه أيزنهاور للدفاع، وذلك خلال حملته الرئاسية عام 1960. تعهد كينيدي في خطاب تنصيبه «بتحمل أي عبء» في سبيل الدفاع عن الحرية، وطلب مرارًا زيادة الإنفاق العسكري والموافقة على أنظمة أسلحة جديدة. ارتفع عدد الأسلحة النووية بنسبة 50% في الفترة بين 1961-1964، وعدد قاذفات القنابل B-52 التي تحملها أيضًا. ارتفع عدد الصواريخ الباليستية العابرة للقارات من 63 صاروخًا إلى 424 صاروخًا. أذن أيضًا بصناعة 23 غواصة بولاريس جديدة، تحمل كل منها 16 صاروخًا نوويًا. دعا المدن إلى تجهيز الملاجئ من الإشعاع النووي استعدادًا لحرب نووية. ركز كينيدي على إعادة التسليح، على الرغم من تحذيرات أيزنهاور بشأن مخاطر المجمع الصناعي العسكري.
وسع نطاق عمل البنتاغون عالميًا، إذ أنشأ 275 قاعدة عسكرية رئيسية في 31 دولة، تمركز فيها 1.2 مليون فردًا. لجأ كينيدي إلى استخدام الجيش كأداة سياسية أكثر من أي رئيس آخر بعد الحرب العالمية الثانية، إذ تدخل عسكريًا في 13 نزاعًا سنويًا مقارنة بأربعة تدخلات سنوية في عهد ترومان، و7 تدخلات سنوية في عهد أيزنهاور، و9 تدخلات سنوية في عهد جونسون، و5 تدخلات سنوية في عهد كل من نيكسون وفورد.